# Блинов, Пётр Александрович
Пётр Александрович Блинов (30 декабря 1913 — 7 января 1942) — советский удмуртский писатель, переводчик, журналист. Автор самого популярного в середине XX столетия удмуртского романа «Жить хочется» («Улэм потэ»). Погиб на фронте.

## Биография
Родился 30 декабря 1913 года в деревне Пекшур Вятской губернии Российской империи (ныне — Увинского района Удмуртии) в крестьянской семье. Рос в семье без отца и вначале воспитывался бабушкой, затем отчимом. Когда семья стала погорельцами и вместе с отчимом был вынуждены нищими скитаться по разным деревням — отчим несмотря на нужду отдал его в школу. Вообще отчим сыграл решающую роль в воспитании будущего писателя.
Вырос в деревне Сюрзи Селтинского района, где учился в школе крестьянской молодёжи, но по настоянию отчима перешёл в Новомултанский педагогический техникум, который окончил в 1931 году.
Работал литсотрудником в газете политотдела Селтинской машинно-тракторной станции (1932-1934), затем спецкором газеты «Удмурт коммуна» (1934-1935).
В 1936-38 - проходил срочную службу в конвойных частях НКВД в Уфе, вернувшись снова работал спецкором газеты "Удмурт коммуна" (1939-1940).
В 1939 году был принят в члены Союза писателей СССР. Член ВКП(б) с 1939 года.
В 1940-41 годах — редактор газеты «Егит большевик» («Молодой большевик»).
С началом Великой Отечественной войны, окончив курсы политруков в г. Красноуфимске, служил политруком роты 154-й стрелковой дивизии. Участвовал в боях за освобождение Калуги.
Погиб под бомбежкой у д. Павлишево под Смоленском 7 января 1942 года (согласно данным ОБД — убит  6 января 1942 у деревни Зубово Смоленской области. Евгений Петров в своём «Фронтовом дневнике» оставил заметку о гибели писателя в записи от 7 января 1942 года).
Похоронен в братской могиле под Смоленском, точное местоположение могилы неизвестно.

## Творчество
В годы учёбы в педтехникуме, руководя драмкружком, написал пьесу «Ми — большевикъес» («Мы — большевики»), опубликована в 1932 году в областной пионерской газете «Дась лу!» («Будь готов!»).
Накануне войны опубликовал в газете «Егит большевик» пьесу под названием «Мон большевикъёсын» («Я с большевиками»).
Перевёл на удмуртский язык пьесу Ивана Персонова «Собственность» и несколько глав романа Михаила Шолохова «Тихий Дон».
Автор многочисленных рассказов, очерков и корреспонденций.
По окончании педучилища задумал роман «Сирота сярысь бадӟым верос» («Повесть о сироте») - как он назвал будущее произведение в журнале «Молот» в 1932 году.
По сюжету бывший сирота, беспризорник и строитель Беломорканала Демьян Буров в 1934 году уезжает на действительную военную службу на Дальний Восток.
В 1938 году, находясь на службе в Уфе, встретил писательниц Анну Караваеву и Маргариту Алигер и показал им черновую рукопись романа, и получил от них советы по доработке ряда сюжетных линий.
В 1939 году роман был напечатан под названием «Жить хочется» («Улэм потэ») в журнале Союза писателей Удмуртской АССР «Молот». Через год роман вышел отдельным изданием и до 1990 года был восемь раз переиздан.
По сообщениям писателей и журналистов, близко знавших П. Блинова, на фронте им была завершена вторая часть романа, в которой были отражены события конфликта на Халхин-Голе и Великой Отечественной войны, в которых принимает участие главный герой Демьян Буров, ставший боевым лётчиком. Рукопись второй части считается утерянной.
В 1949 году на сцене Русского драматического театра Удмуртии драматург и режиссёр Л. Перевощиков осуществил постановку романа.

## Память
В 1965 году имя П.А. Блинова было присвоено одной из библиотек Ижевска. Именем писателя названа улица в городе Можга.
В посёлке Ува перед школой № 4 установлен бюст П.А. Блинова (автор — Л. Мордвин).  В 2014 году в деревне Пекшур установлен монумент в память о П.А. Блинове.
Писателю посвящены стихотворения «Политрук Блинов» А.Лужанина и «Я прошёл по смоленской земле» И. Гаврилова, а также очерк «Горячее сердце» М.Лямина.